# Julian Eggebrecht
Julian Eggebrecht (...) è un autore di videogiochi tedesco.
Presidente, fondatore e direttore creativo di Factor 5, un team di sviluppo di videogiochi per diverse piattaforme come l'Amiga e il Nintendo 64.
Nel 2014 è a capo della Touchfactor, team di sviluppo di videogiochi per sistemi iOS.
I videogiochi più famosi diretti o prodotti da lui sono la saga di Turrican e la serie di Rogue squadron.